# Megalomyrmex foreli
Megalomyrmex foreli är en myrart som beskrevs av Carlo Emery 1890. Megalomyrmex foreli ingår i släktet Megalomyrmex och familjen myror. Inga underarter finns listade i Catalogue of Life.